# 一回拍出量
心臓血管生理学では、一回拍出量（いっかいはくしゅつりょう、Stroke volume: SV）は、1拍動ごとに左心室から送り出される血液の量を指す。心臓超音波検査による心室体積の測定値を用い、拍動直前の血液量（拡張末期容積という）から拍動終了時の心室内の血液量（収縮末期容積という）を差し引くことで一回拍出量を算出することができる。一回拍出量という用語は、心臓の2つの心室のそれぞれに適用できるが、通常は左心室を指す。各心室の 一回拍出量は一般的に等しく、健康な70kgの男性ではどちらも約70mLである。
一回拍出量は、一回拍出量と心拍数の積である心拍出量の重要な決定因子であり、一回拍出量を拡張末期容積で割った駆出率の計算にも使用される。特定の状態や病状では 一回拍出量が減少するため、一回拍出量自体が心機能と相関する。

## 計算
一回拍出量SVの値は、特定の心室拡張末期容積（End-diastolic volume: EDV） から収縮末期容積（End-systolic volume: ESV）を引くことによって得られる。
{\displaystyle SV=EDV-ESV}
70kgの健康な男性では、ESVは約50mL、EDVは約120mLであり、SVはその差の70mLとなる。
一回仕事量 (stroke work) とは、仕事または血液の圧力 (「P」) にSVを掛けたものを指す。  ESVとEDVは固定変数である。心拍数とSVは固定変数ではない。

## 決定要因

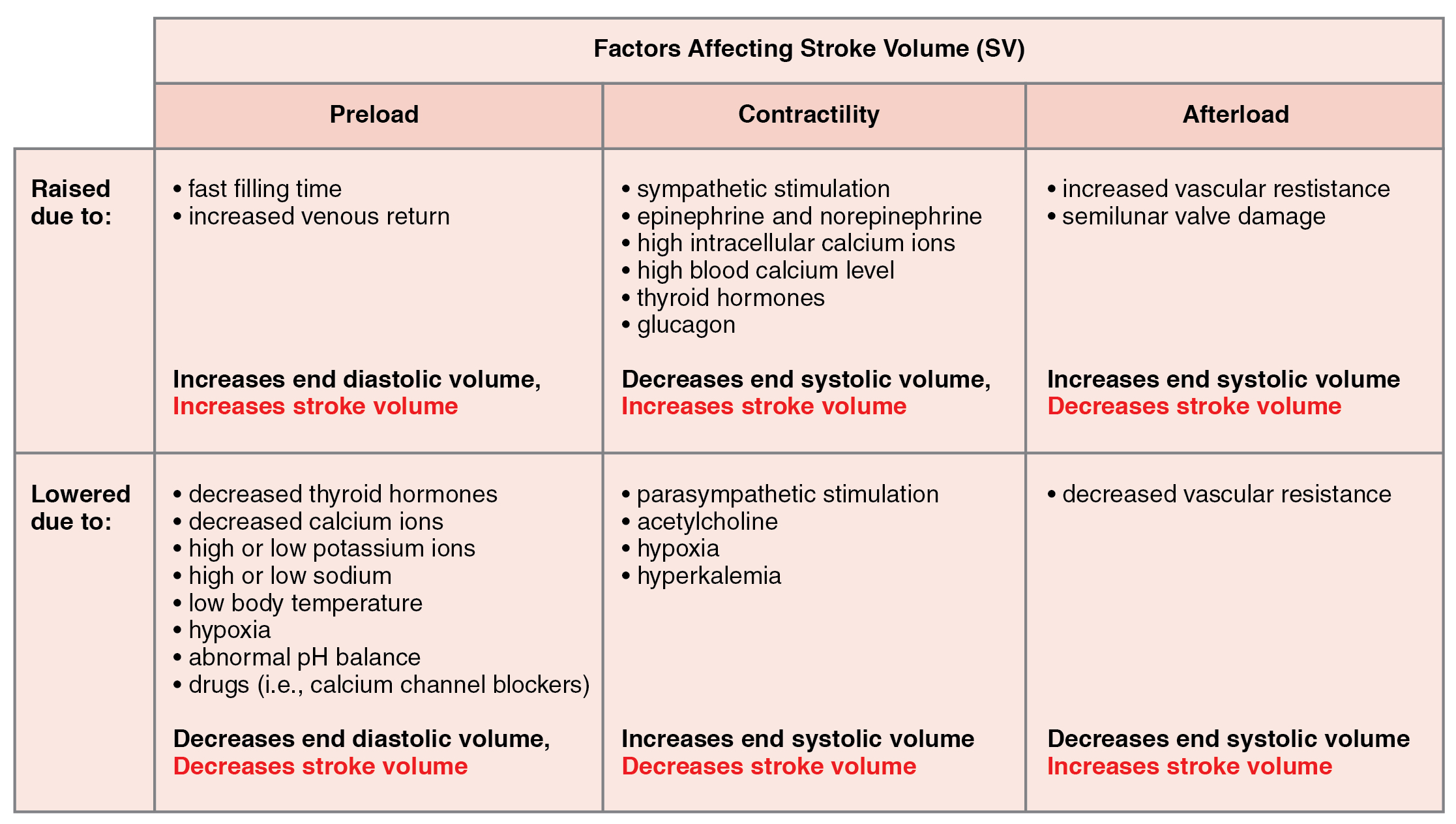
一回拍出量に影響を与える主な要因 – 複数の要因が前負荷、後負荷、および収縮力に影響を与え、一回拍出量に影響を与える主な考慮事項である。

男性は、心臓が大きいため、平均して女性よりも一回拍出量が多くなる 。ただし、一回拍出量は、心臓の大きさ、心筋収縮力、収縮持続時間、前負荷(拡張末期容積)、後負荷などのいくつかの要因によって異なる。酸素摂取量に対応して、女性の血流の必要性は減少せず、高心拍数が、一回拍出量の少なさを代償する 。

### 運動
有酸素運動トレーニングを長時間行うと、一回拍出量が増加する可能性があり、その結果、(安静時の) 心拍数が低下することがよくある。心拍数の減少は、心室の拡張期(充満) を延長し、拡張終期容量を増加させ、最終的により多くの血液を駆出できるようにする 。

### 前負荷と後負荷
一回拍出量は、前負荷 (心室が収縮する前に引き伸ばされる程度) によって本質的に制御される。静脈還流の量または速度が増加すると、前負荷が増加し、心臓のフランク-スターリングの法則により心拍出量が増加する。静脈還流の減少は逆の効果をもたらし、一回拍出量の減少を引き起こす。
後負荷の上昇 (一般に収縮期の大動脈圧として測定される) は、一回拍出量を減少させる。通常、健康な人の拍出量には影響しないが、後負荷が増加すると、心室の血液の駆出が妨げられ、一回拍出量が減少する。後負荷の増加は、大動脈弁狭窄症および高血圧症で見られることがある。

### 一回拍出量指数
心係数と同様に、一回拍出量指数は、一回拍出量 (SV) を人の体表面積(BSA) のサイズに関連付ける方法である。
{\displaystyle SVI={SV \over BSA}={(CO/HR) \over BSA}={CO \over {HR\times BSA}}}